# Michele Zarrillo
Michele Zarrillo, né à Rome le 13 juin 1957, est un chanteur italien.

## Discographie

### Album
- 1982 - Sarabanda (CBS)
- 1988 - Soltanto amici (Fonit Cetra, LPX 196)
- 1992 - Adesso (RTI Music, 1004-1)
- 1994 - Come uomo tra gli uomini (RTI Music)
- 1996 - L'elefante e la farfalla (RTI Music)
- 2001 - Il vincitore non c'è (RTI Music)
- 2003 - Liberosentire (Sony Music Italy)
- 2006 - L'alfabeto degli amanti (Sony Music Italy)
- 2011 - Unici al mondo (Sony Music Italy)
- 2017 - Vivere e rinascere (Universal Music Italy)